# Bulbophyllum fusciflorum
Bulbophyllum fusciflorum là một loài phong lan thuộc chi Bulbophyllum.